# Dieter Henrich
Dieter Henrich (5. ledna 1927 Marburg, Německo – 17. prosince 2022) byl německý filozof. Byl znám jako současný zástupce německého idealismu a byl proslulý především silným vlivem Kanta, Hegela a Fichteho na svá díla.
Henrich studoval filosofii v Marburgu, Frankfurtu nad Mohanem a Heidelbergu mezi lety 1946–1950. Svou disertační práci sepsal pod vedením Hanse-Georga Gadamera. Působí jako profesor na Mnichovské, Berlínské a Heidelberské universitě, v minulosti byl také hostujícím profesorem ve Spojených státech, např. na Harvardově univerzitě nebo na Kolumbijské universitě.